# Maylis
Maylis, occitan Mailís, là một xã, thuộc tỉnh Landes trong vùng Nouvelle-Aquitaine. Xã này có diện tích 12,21 km², dân số năm 2006 là 334 người. Xã này nằm ở khu vực có độ cao trung bình 83 mét trên mực nước biển.

## Biến động dân số
| 1962                                         | 1968 | 1975 | 1982 | 1990 | 1999 | 2006 |
| -------------------------------------------- | ---- | ---- | ---- | ---- | ---- | ---- |
| 369                                          | 369  | 337  | 329  | 338  | 330  | 334  |
| Số liệu từ năm 1962, dân số không tính trùng |      |      |      |      |      |      |